# ميشيل أ. جاي جورج
ميشيل أ. جاي جورج هو عالم أحياء جزيئية وأستاذ جامعي وعالم أحياء بلجيكي، ولد في 18 يوليو 1959 في شوتان في بلجيكا.